# Mongolska pisava
Tradicionalna mongolska pisava,  znana tudi kot hudum mongol bičig, je bila prva mongolska pisava, prirejena za mongolski jezik. V rabi je bila do uvedbe cirilice leta 1946. Tradicionalno se piše v navpičnih vrstah od zgoraj navzdol in od leve proti desni. Izhaja iz stare ujgurske abecede in je prava abeceda s črkami za soglasnike in samoglasnike. Prilagojena je bila tudi za ojratščino in mandžurščino. Abecede, ki temeljijo na tej klasični navpični pisavi, se še vedno uporabljajo v Mongoliji in Notranji Mongoliji za pisanje mongolščine, šibejščine in eksperimentalno tudi evenščine.
Računalniški operacijski sistemi se počasi prilagajajo in podpirajo mongolsko pisavo, vendar je podpora nepopolna ali ima težave z upodabljanjem besedila. 

## Zgodovina
Mongolska navpična pisava se je razvila kot prilagoditev stare ujgurske abecede za mongolski jezik.(str.545) Za prilagoditev ujgurske pisave mongolskemu jeziku je zaslužen Tatatunga, ujgurski pisar iz 13. stoletja, ki ga je na enem od svojih pohodov ujel Džingiskan.
Od sedmega in osmega do petnajstega in šestnajstega stoletja se je mongolski jezik ločil na južna, vzhodna in zahodna narečja. Glavni dokumenti iz obdobja srednjemongolskega jezika so v vzhodnem narečju napisano znamenito besedilo Tajna zgodovina Mongolov, spomeniki v kvadratni pisavi, kitajsko-mongolski besednjak iz štirinajstega stoletja, zapisi v mongolskem jeziku srednjega obdobja v kitajski transkripciji itd. V zahodnem narečju je napisano  gradivo arabsko-mongolskega in perzijsko-mongolskega slovarja, mongolska besedila v arabski transkripciji itd.(str.1–2)  Medglasniški soglasniki 'ɣ/g' in 'v/w' so izginili in začel se je predhodni proces tvorbe mongolskih dolgih samoglasnikov. Začetni 'h' se je ohranil v mnogih besedah, slovnične kategorije so bile delno odsotne itd. Razvoj v tem obdobju pojasnjuje, zakaj je mongolska pisava videti kot navpična arabska pisava, zlasti zaradi sistema pik.(str.1–2)
Sčasoma so bile narejene manjše koncesije glede razlik med ujgurskim in mongolskim jezikom. Beseda 'zain' za '/s/' je bila opuščena, ker je bila odveč. Razvile so se različne šole pravopisa, nekatere z diakritiko, da bi se izognili dvoumnosti.(str.545)
Besedilo se je pisalo navpično od zgoraj navzdol od leve proti desni. Staroujgurska pisava in njeni potomci, med katerimi so tradicionalna mongolska, ojratska, mandžurska in burjatska pisava, so edine znane navpične pisave, pisane od leve proti desni. To se je zgodilo, ker so Ujguri svojo iz sogdijske pisave izpeljano pisavo, prvotno pisano od desne proti levi, zasukali za 90 stopinj v nasprotni smeri urinega kazalca, da bi posnemali kitajsko pisavo, vendar brez spreminjanja relativne usmerjenosti črk.(str.36)
Do 18. stoletja je bilo priljubljeno pisalo trstično pero, potem pa je pod kitajskim vplivom to postal čopič.(str.422)  Peresa so bila izdelana tudi iz lesa, bambusa, kosti, brona ali železa. Črnilo je bilo črno ali cinabaritno rdeče, pisalo pa se je na brezovem lubju, papirju, svilenih in bombažnih tkaninah ter lesenih ali srebrnih ploščah.(str.80–81)
- Trstična peresa
- Čopiči
- Pisalni pribor Bogd kana

Mongolska pisava je bila sprva zlogovna, potem pa so zloge  razdelili v dvanajst različnih razredov, ki so temeljili na končnih fonemih zlogov, vsi pa so se končali s samoglasniki.
Mongolsko pisavo so mongolsko govoreči prebivalci v Notranji Mongoliji in  Ljudski republiki Kitajski uporabljali tudi po uvedbi cirilice v Mongoliji. V Mongoliji se je mongolska pisava zatem uporabljala v omejenem obsegu. Marca 2020 je mongolska vlada napovedala, da bo do leta 2025 povečala rabo tradicionalne mongolske pisave v uradnih dokumentih, na primer v rojstnih in poročnih listih. Zaradi posebnosti tradicionalne mongolske pisave velik del (40 %) siniziranih Mongolov na Kitajskem ne zna brati ali pisati te pisave, v mnogih primerih pa se pisava uporablja le simbolično, na primer v različnih javnih napisih.

## Imena
Pisava ime več različnih imen. Ker izhaja iz stare ujgurske pisave, je znana kot ujgursko-mongolska pisava. Po letu 1941 je postala znana kot stara pisava, v nasprotju z novo pisavo, ki temelji na cirilici. Znana tudi kot hudum ali nenatančna pisava, v primerjavi s pisavo todo, ki je jasna, natančna, in navpična pisava.(str.308)(str.30-32)(str.38-39) (str.640)(str.7)(str.206)(str.27)

## Pravila
Smer črk je od od zgoraj navzdol, stolpci gredo od leve proti desni. Mnogi grafemi imajo tri različice, odvisno od položaja v besedi: začetnega, srednjega in končnega. V nekaterih primerih obstajajo dodatne možnosti pisanja, na primer zamenjava 'bo' z 'ba' in 'ö' v običajnem črkovanju s 'kö', zaradi boljše   kombinacijo s prejšnjim ali naslednjim znakom in dodajanja harmonije pisavi. 
Pisava je kljub navidezni kompleksnosti grafično minimalistična.  Črke so sestavljene iz majhnega števila standardnih elementov, ki se berejo različno glede na položaj v zlogu/besedi. Diakritika se po nekaterih pravilih in v praksi ne uporablja, temelji pa na predpostavkah, da se piščeva roka pri pisanju ene besede ne bo odmaknila in da bralec dobro obvlada mongolski jezik. 
V abecedi ni mogoče razlikovati številnih glasov mongolskega jezika: tako samoglasnikov 'o/u', 'ö/ü' in tudi 'a/e' na koncu besed, kot soglasnikov 't/d', 'k/g' in v nekaterih primerih 'ž/y', ki jih v ujgurskem jeziku, iz katerega je bila pisava prevzeta, ni bilo. Številni diakritični znaki so po pravilih izpuščeni: 'n' se ne zapiše pred soglasniki in na koncu besed, 'γ' pa ne pred soglasniki. Podobnost posameznih znakov je povzročila dvojni standard pisanja in posledično izgovorjavo posameznih besed, na primer  'γanča/γaγča', eden, edini. Zakoni harmonije samoglasnikov in zaporedja zlogov v mongolskem jeziku v večini primerov izključujejo dvoumnost branja.
| Simbol  | Simbol        | Simbol |          | Transkripcija | Transkripcija       | Opombe |
| začetek | sredina       | konec  | latinica | cirilica      |                     | Opombe |
| ------- | ------------- | ------ | -------- | ------------- | ------------------- | --- |
|         |               |        |          | a             | А                   | Glas običajno tvori vokalna harmonija (glej tudi 'q/γ' in 'k/g'). |
|         | e             | Э      |          |               |                     | Glas običajno tvori vokalna harmonija (glej tudi 'q/γ' in 'k/g'). |
|         |               |        |          | i, yi         | И, Й, Ы, Ь          | V sodobni mongolščini na koncu besede običajno preide v mehčanje prejšnjega soglasnika.                                                                                              |
|         |               |        |          | o, u          | О, У                | Branje se razlikuje glede na kontekst. |
|         |               |        |          | ö, ü          | Ө, Ү                | Branje se razlikuje glede na kontekst. |
|         | [ 23 ] [ 24 ] |        |          | n             | Н                   | Razlikuje se od srednjega in končnega položaja 'a/e' v zlogu. |
|         |               |        |          | ng            | Н, НГ               | Samo na koncu besede (srednja različica se uporablja v besednih zvezah). Za transkripcijo tibetanskega in sanskrtskega 'ङ'.                                                          |
|         |               |        |          | b             | Б, В                | |
|         |               |        |          | p             | П                   | Samo na začetku mongolskih besed. +Za transkripcijo tibetanskega 'པ'. |
|         |               |        |          | q             | Х                   | Samo z zadnjimi samoglasniki. |
|         |               |        |          | ɣ             | Г                   | Samo z zadnjimi samoglasniki. Kombinacija 'samoglasnik-γ-samoglasnik' se izgovarja kot en dolg glas. Zadnja različica se uporablja le, če ji sledi 'a', ki se piše ločeno od besede. |
|         |               |        |          | k             | Х                   | Samo z začetnimi samoglasniki. Na koncu besede 'g' in ne 'k'. |
|         | g             | Г      |          |               |                     | Samo z začetnimi samoglasniki. Na koncu besede 'g' in ne 'k'. |
|         |               |        |          | m             | М                   | |
|         |               |        |          | l             | Л                   | |
|         |               |        |          | s             | С                   | |
|         |               |        |          | š             | Ш                   | Izgovorjava tega znaka se ne spremeni. |
|         |               |        |          | t, d          | Т, Д                | Branje se razlikuje glede na kontekst. |
|         |               |        |          | č             | Ч, Ц                | Prvotno se /tʃ'/ in /ts'/ nista razlikovala, zdaj sta odvisna od konteksta. |
|         |               |        |          | ǰ             | Ж, З                | Branje se razlikuje glede na kontekst. Prvotno pogosto zamenljivo z 'y'. |
|         |               |        |          | y             | *-Й, Е*, Ё*, Ю*, Я* | Uporablja se pri pisanju diftongov, čeprav je v bistvu enak. |
|         |               |        |          | r             | Р                   | Na začetku besede samo pri izposojenkah. |
|         |               |        |          | v             | В                   | Za transkripcijo sanskrtskega 'व'. |
|         |               |        |          | f             | Ф                   | Samo v izposojenkah iz kitajščine ali evropskih jezikov. |
|         |               |        |          | ḳ             | К                   | Za transkripcijo evropskega 'К'. |
|         |               |        |          | (c)           | (ц)                 | Za transkripcijo tibetanskega /ts'/ 'ཚ' in sanskrtskega 'छ'. |
|         |               |        |          | (z)           | (з)                 | Za transkripcijo tibetanskega /dz/ 'ཛ' in sanskrtskega 'ज'. |
|         |               |        |          | (h)           | (г, х)              | Za transkripcijo tibetanskega /h/ 'ཧ, ྷ' in sanskrtskega 'ह'. |

## Opombi
1. ↑  V mongolski pisavi: ᠮᠣᠩᠭᠣᠯ ᠪᠢᠴᠢᠭ ⟨ ⟩ mongɣol bičig; v mongolski cirilici: halka: монгол бичиг, latinizirano: mongol bičig
2. ↑  V mongolski pisavi: ᠬᠤᠳᠤᠮ ᠮᠣᠩᠭᠣᠯ ᠪᠢᠴᠢᠭ, latinizirano: kudum mongol bičig, halka: худам монгол бичиг, latinizirano hudam mongol bičig